# Alawerdi (Armenien)

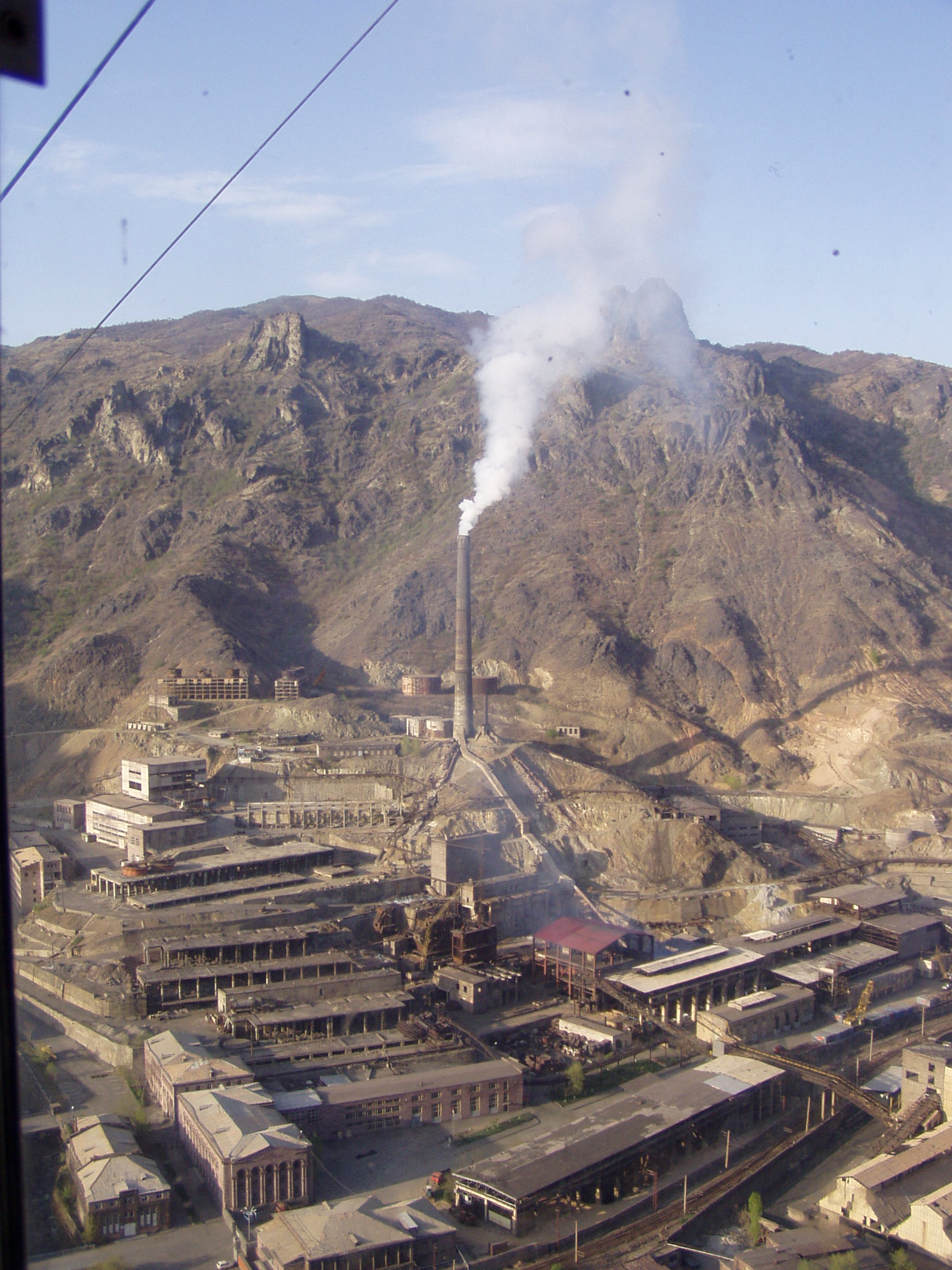
Die ehemalige Kupferhütte Alawerdi

Alawerdi (armenisch Ալավերդի) ist eine Stadt in Armenien und ein ehemals bedeutender Industrie- und Bergbaustandort.

## Geographie
Die Stadt liegt in der nordarmenischen Provinz Lori, 167 km von der Hauptstadt Jerewan entfernt. Sie bildet das Zentrum der Tumanian-Region. Zum Stadtgebiet gehört das Dorf Sanahin. Dort befindet sich ein berühmter Klosterkomplex, ein UNESCO-Weltkulturerbe. Weiterhin ist es der Geburtsort der Brüder Artjom Mikojan und Anastas Mikojan.
Die Topografie der Stadt wird vom stark zerklüfteten Gebirge und einer 300 bis 500 m tiefen Schlucht geprägt. Auf ihrem Grund fließt der reißende Gebirgsfluss Debed.
1972 hatte die Stadt noch 21.624 Einwohner. Nach der Unabhängigkeit Armeniens sank die Zahl auf 16.500 Einwohner im Jahr 2009.

## Geschichte
Die heutigen Bewohner erklären den Ortsnamen „Alawerdi“ gerne mit Verweis auf den arabisch-persischen Segensspruch „Allah werdi!“. In einem regionalen Dialekt bedeutet der Ortsname „Roter Stein“.
Schon 1192 wurde in Alawerdi auf Veranlassung der armenischen Königin Waneni die Schlucht des Debed mit der Sanahinbrücke mit einer Bogenspannweite von 18 m überspannt. Sie ist nach dem nahe gelegenen Kloster benannt.
Nach der Eroberung des Kaukasus durch das Kaiserreich Russland kamen Geologen und andere Wissenschaftler in die Region. Die Bergbauunternehmer Argoutinski-Dolgorukov lockten bald Hunderte von griechischen Bergarbeitern von der Schwarzmeerküste in das Tal. Sie schufen die Grundlagen einer auf Kupfererz gegründeten Montanregion – Alawerdi deckte um 1900 bereits 25 % des russischen Kupferbedarfs. Zu Beginn des 20. Jahrhunderts vergrößerte sich die Bergbausiedlung nach britischen und französischen Investitionen weiter. Die Eisenbahn erreichte Alawerdi 1899. In der Sowjetzeit begann der Ausbau der Kupferhütte zum Kupfer- und Chemiekombinat Alawerdi. Auf den zumeist ungeschützten kargen und zugigen Bergplateaus wurden neue Stadtteile als Wohnblocksiedlungen angelegt und Seilbahnen für den Personen- und Materialtransport errichtet. Seit 1938 besitzt Alawerdi die Stadtrechte. Auf Druck der Bevölkerung wurde 1989 aus Gesundheits- und Umweltschutzgründen das Kupfer- und Chemiekombinat geschlossen, wurde dann aber bald wieder geöffnet.
Im Laufe von 20 Jahren wurde die ganze Produktion der Kupferhütte in Alawerdi des armenischen Kupferhersteller Vallex vom deutschen Unternehmen Aurubis abgekauft. Die Produktion von Kupfer in der stark veralteten Schmelzhütte hat schwerwiegende Arbeitsrechtsverletzungen sowie ernsthafte Umweltverschmutzung verursacht. Die Fabrik hat die Luft, den Boden und den Fluss Debed, der durch Alawerdi fließt verseucht. Aurubis wurde kritisiert, dass die Partnerschaft mit Vallex mit der Sozialverantwortung des Hamburger Unternehmens nicht im Einklang sei.

## Verkehr
Alawerdi besitzt einen Bahnhof an der Bahnstrecke Tiflis–Jerewan. Er war früher Mittelpunkt eines umfangreichen Netzes von Werksbahnen der Kupferindustrie.

## Galerie

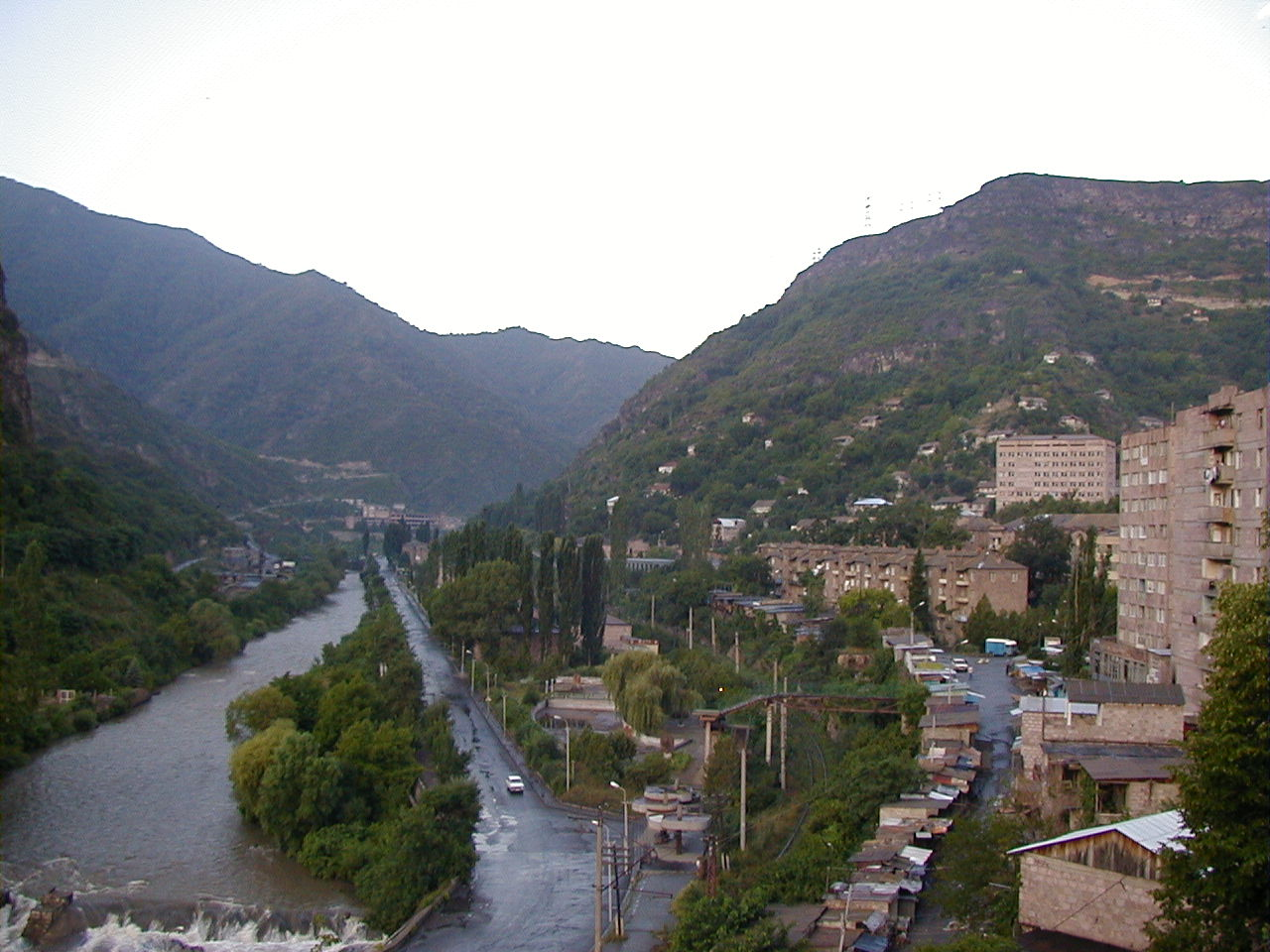
Das Zentrum Alawerdis am Fluss Debed, 2003
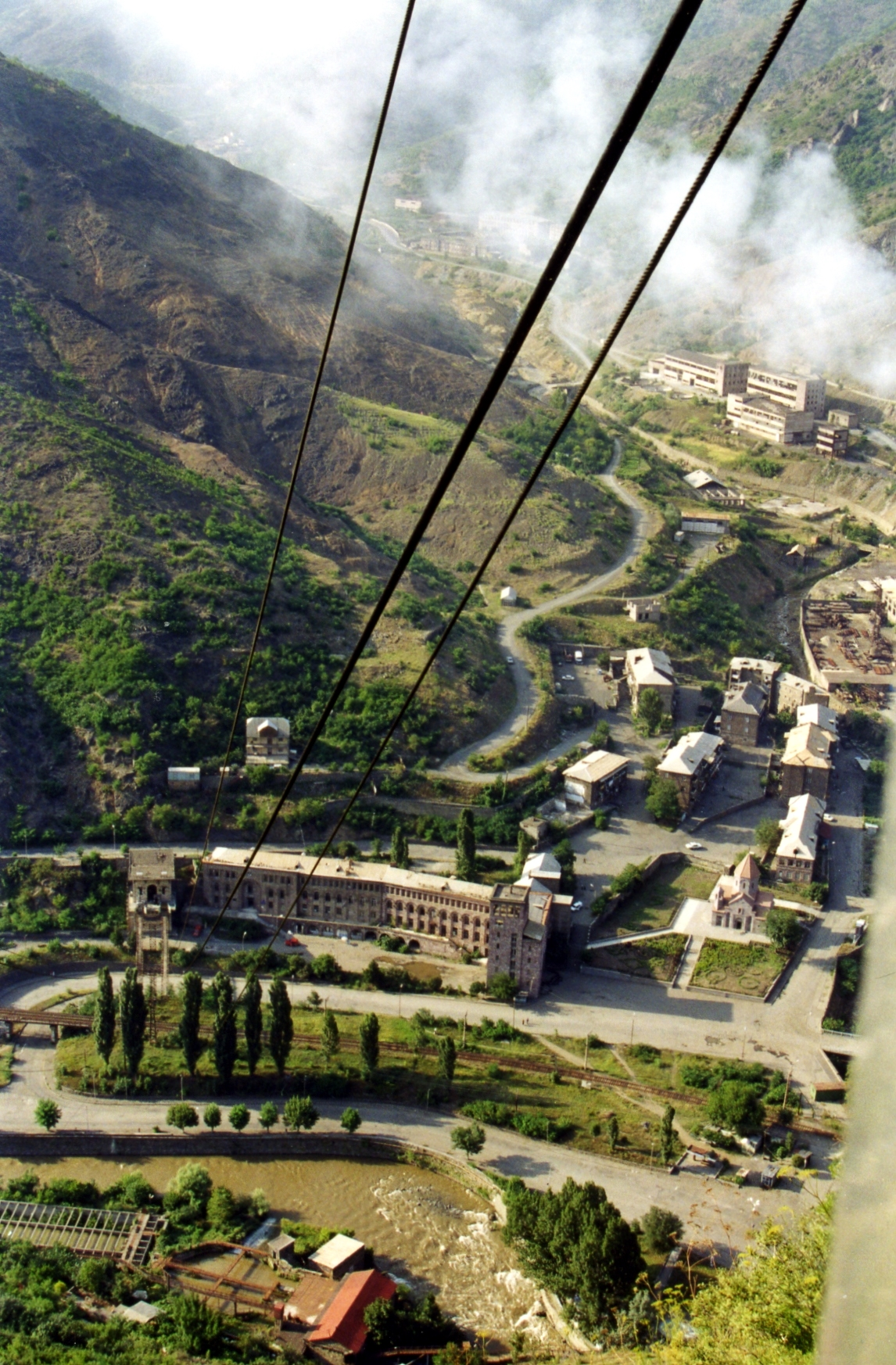
Das Rathaus von oben, 2008
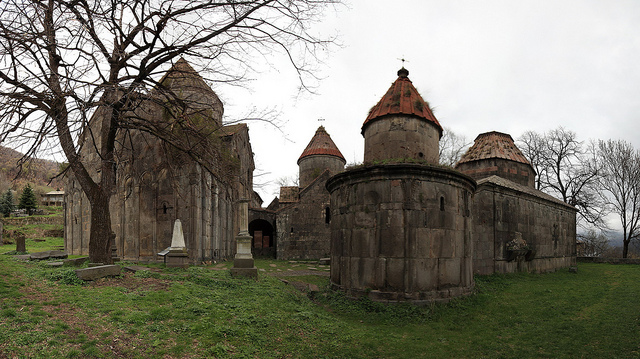
Kloster Sanahin, 2015
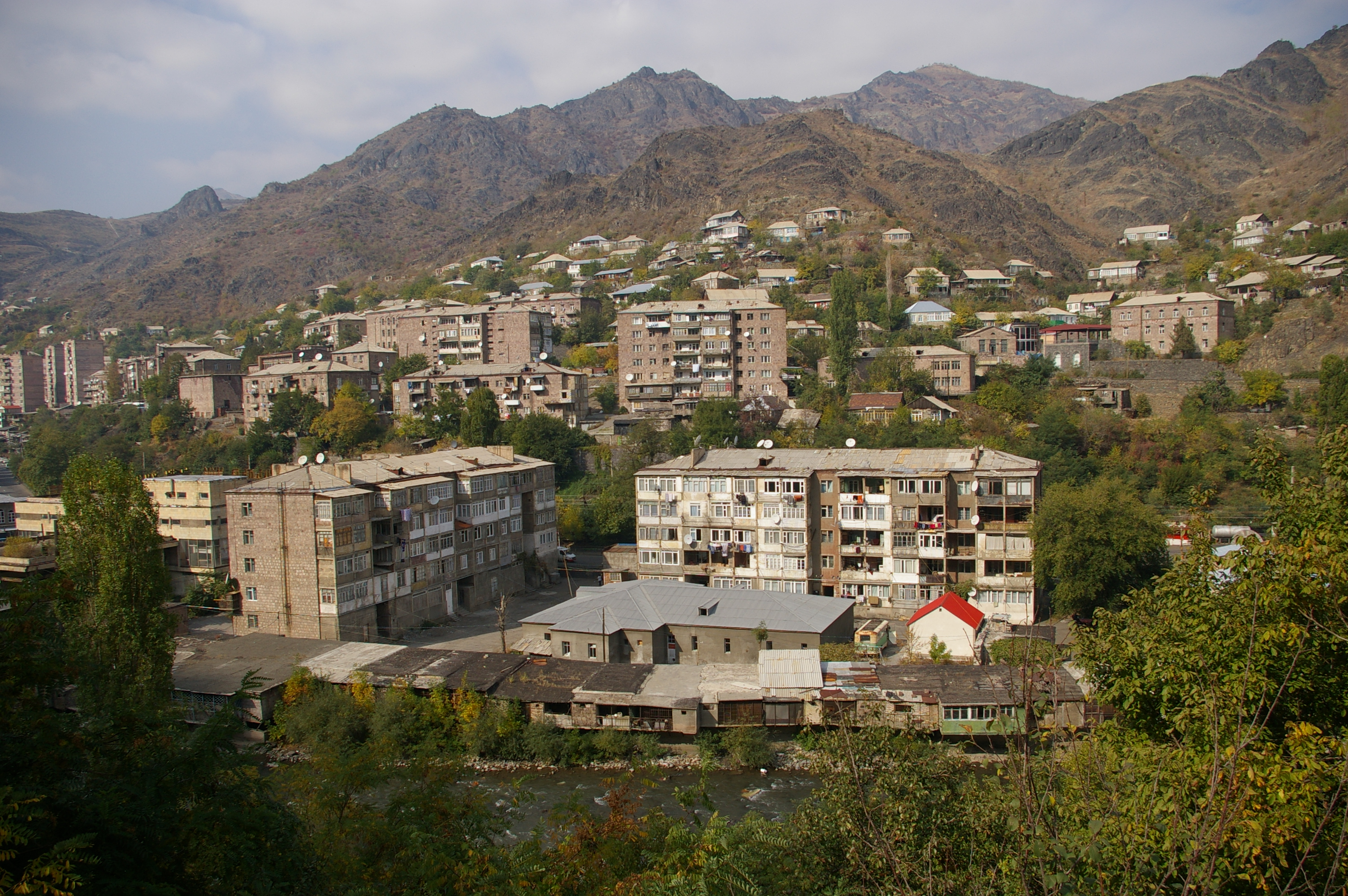
Stadtansicht, 2007
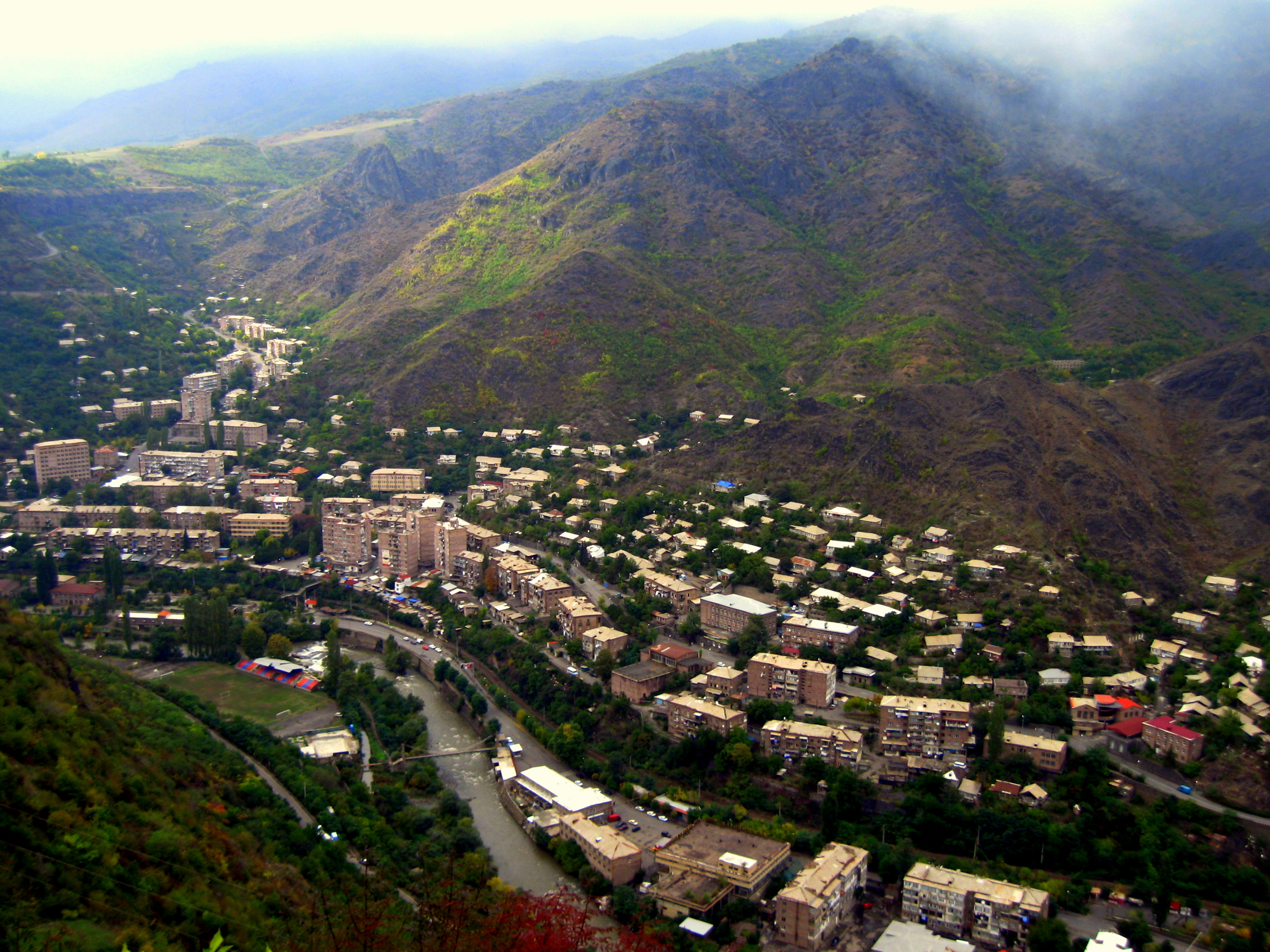
Stadtansicht, 2010
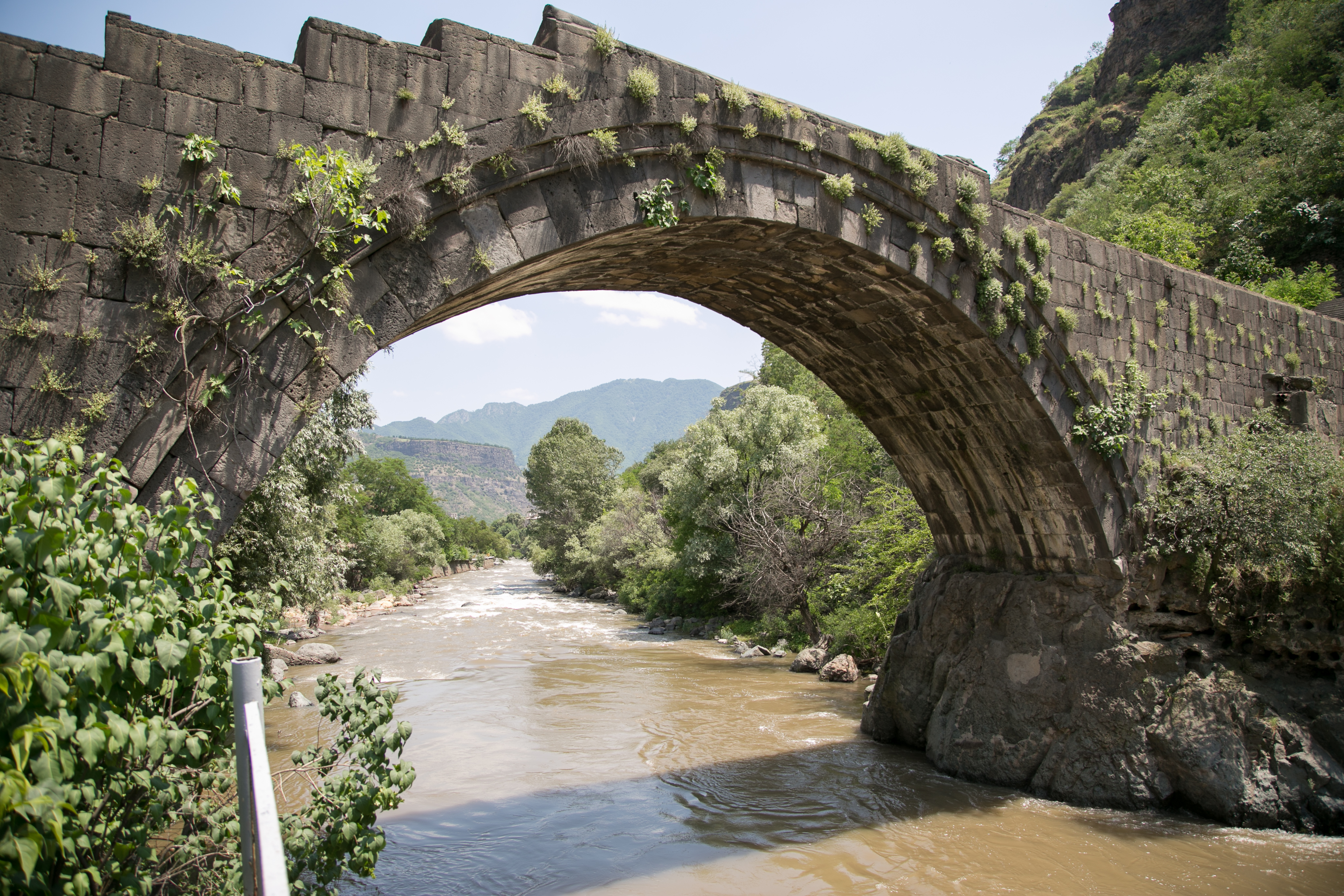
Mittelalterliche Sanahin-Brücke, 2016
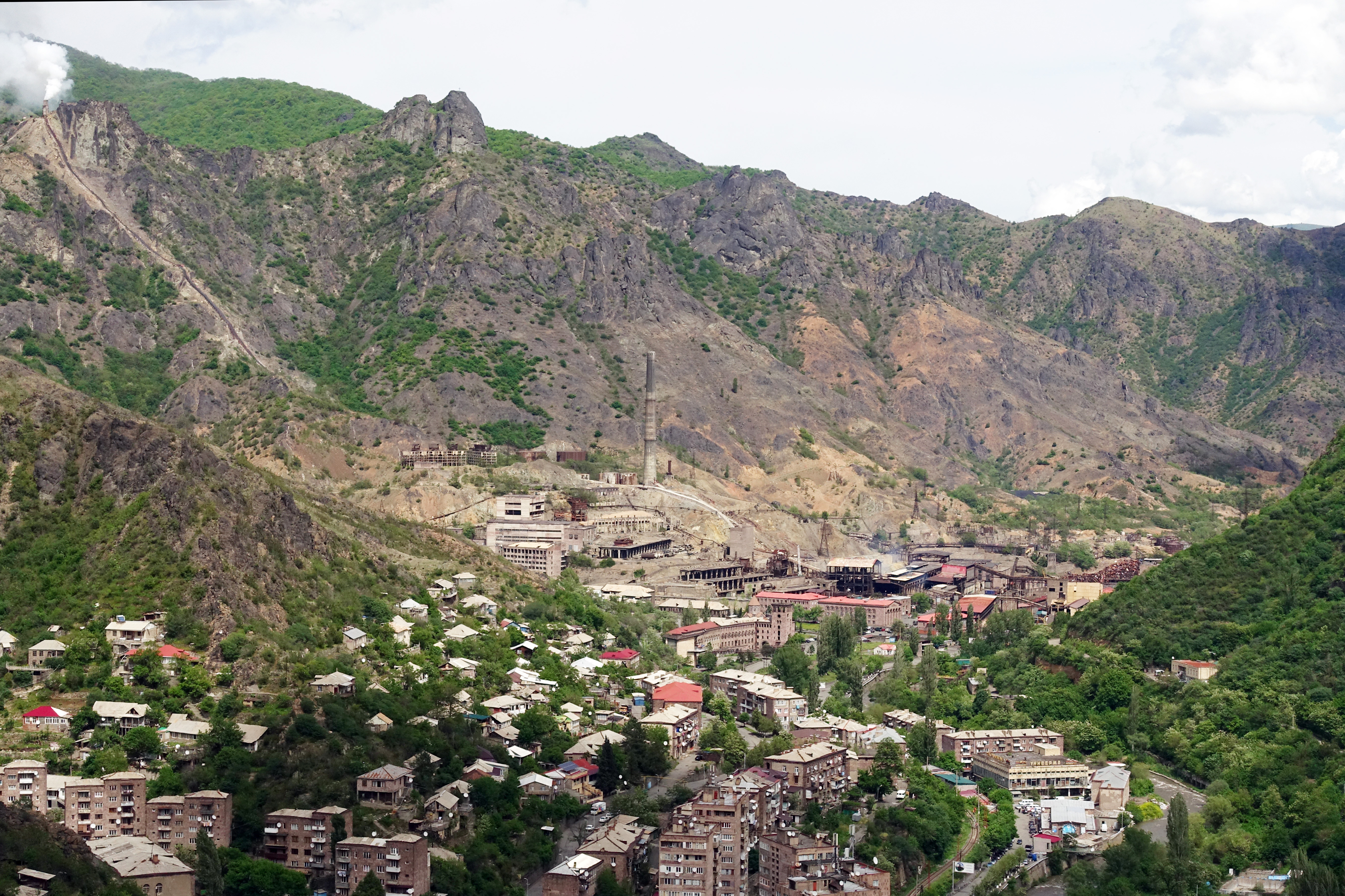
Wohngebiete (vorn) und Industriegebiet (Mitte), 2018
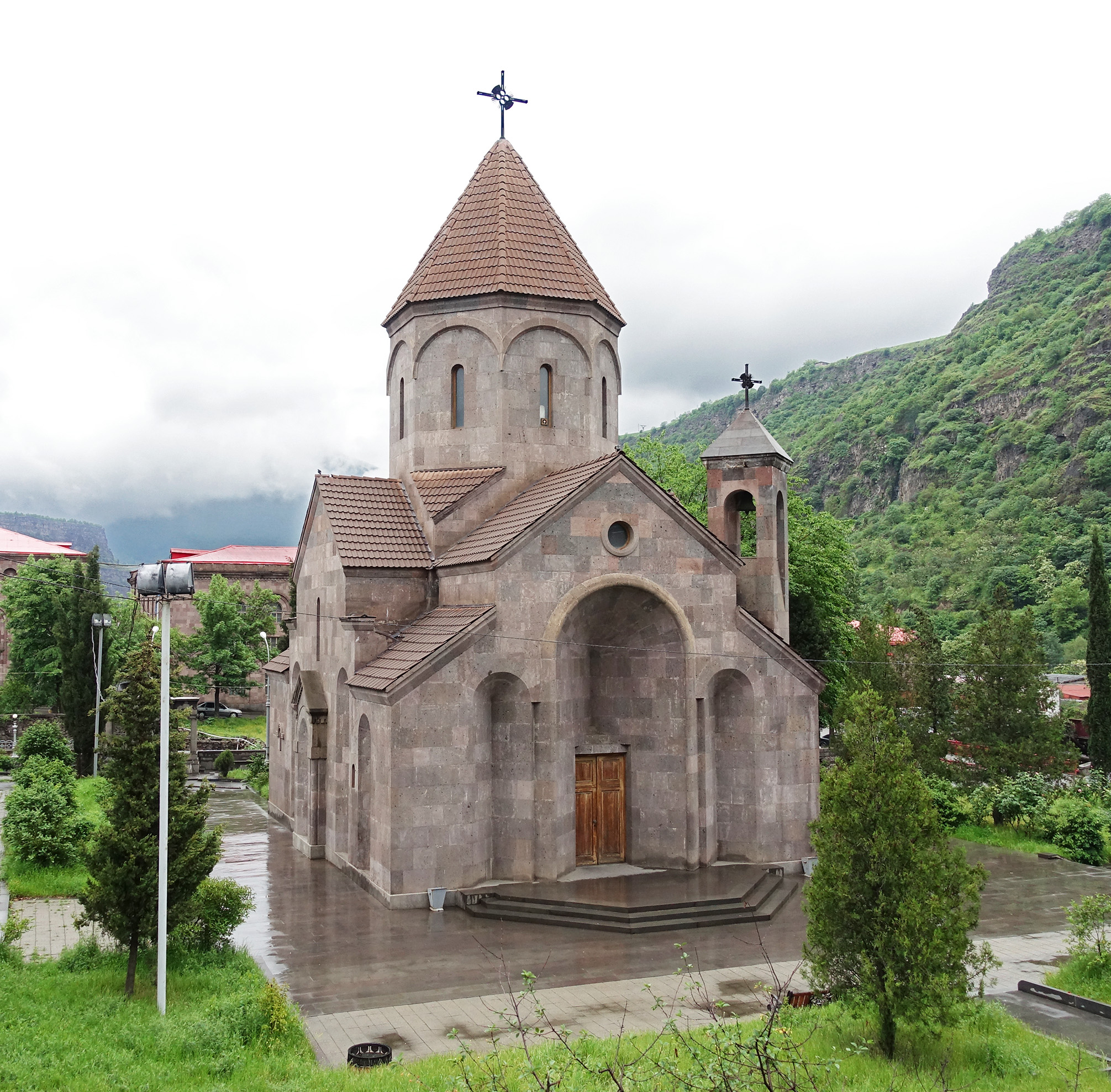
Kirche, 2018

## Söhne und Töchter der Stadt
- Anastas Mikojan (1895–1978), sowjetischer Politiker armenischer Herkunft, geboren im Ortsteil Sanahin
- Artjom Mikojan (1905–1970), sowjetischer Flugzeugkonstrukteur armenischer Herkunft, geboren im Ortsteil Sanahin
- Swetlana Nawassardjan (* 1948), armenische Pianistin und Hochschullehrerin
- Artur Nalbandjan (* 1971), armenischer Politiker (HHK), Bürgermeister Alawerdis (2005–2011) und Gouverneur der Provinz Lori
- Eduard Scharmasanow (* 1975), armenischer Politiker (HHK) und Vize-Parlamentspräsident pontosgriechischer Abstammung